# Conat
Conat é uma comuna francesa na região administrativa da Occitânia, no departamento dos Pirenéus Orientais. Estende-se por uma área de 19.12 km², com 61 habitantes, segundo o censo de 2018, com uma densidade de 3.2 hab/km².